# Roquelaure
Roquelaure (gaskognisch Ròcalaura) ist eine französische Gemeinde mit 577 Einwohnern (Stand 1. Januar 2022) im Département Gers in der Region Okzitanien (vor 2016 Midi-Pyrénées). Sie gehört zum Arrondissement Auch und zum Kanton Gascogne-Auscitaine. Roquelaure ist zudem Mitglied des 2001 gegründeten Gemeindeverbands Grand Auch Cœur de Gascogne. Die Einwohner werden Roquelaurais(es) genannt.

## Lage
Roquelaure liegt etwa acht Kilometer nordnordwestlich der Stadt Auch. Umgeben wird Roquelaure von den Nachbargemeinden Roquefort im Norden, Sainte-Christie im Nordosten, Preignan im Osten, Auch im Süden, Castillon-Massas im Südwesten und Westen sowie Peyrusse-Massas im Nordwesten.

## Bevölkerungsentwicklung
| Jahr                                                | 1962 | 1968 | 1975 | 1982 | 1990 | 1999 | 2006 | 2011 | 2020 |
| Einwohner                                           | 432  | 424  | 338  | 392  | 464  | 454  | 515  | 589  | 571  |
| Quellen: Cassini und INSEE; heutiges Gemeindegebiet |      |      |      |      |      |      |      |      |      |

## Sehenswürdigkeiten

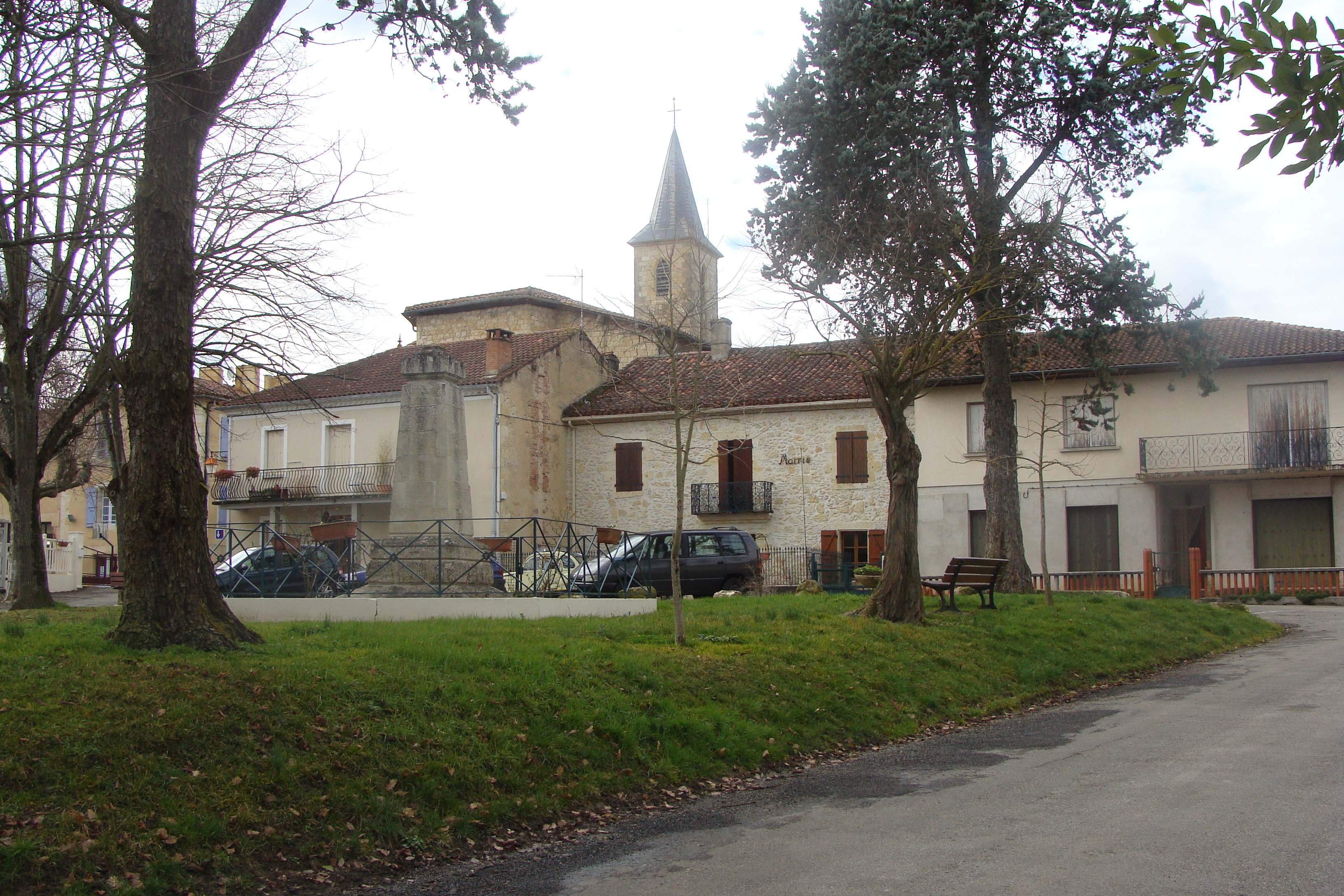
Kirche Saint-Loup
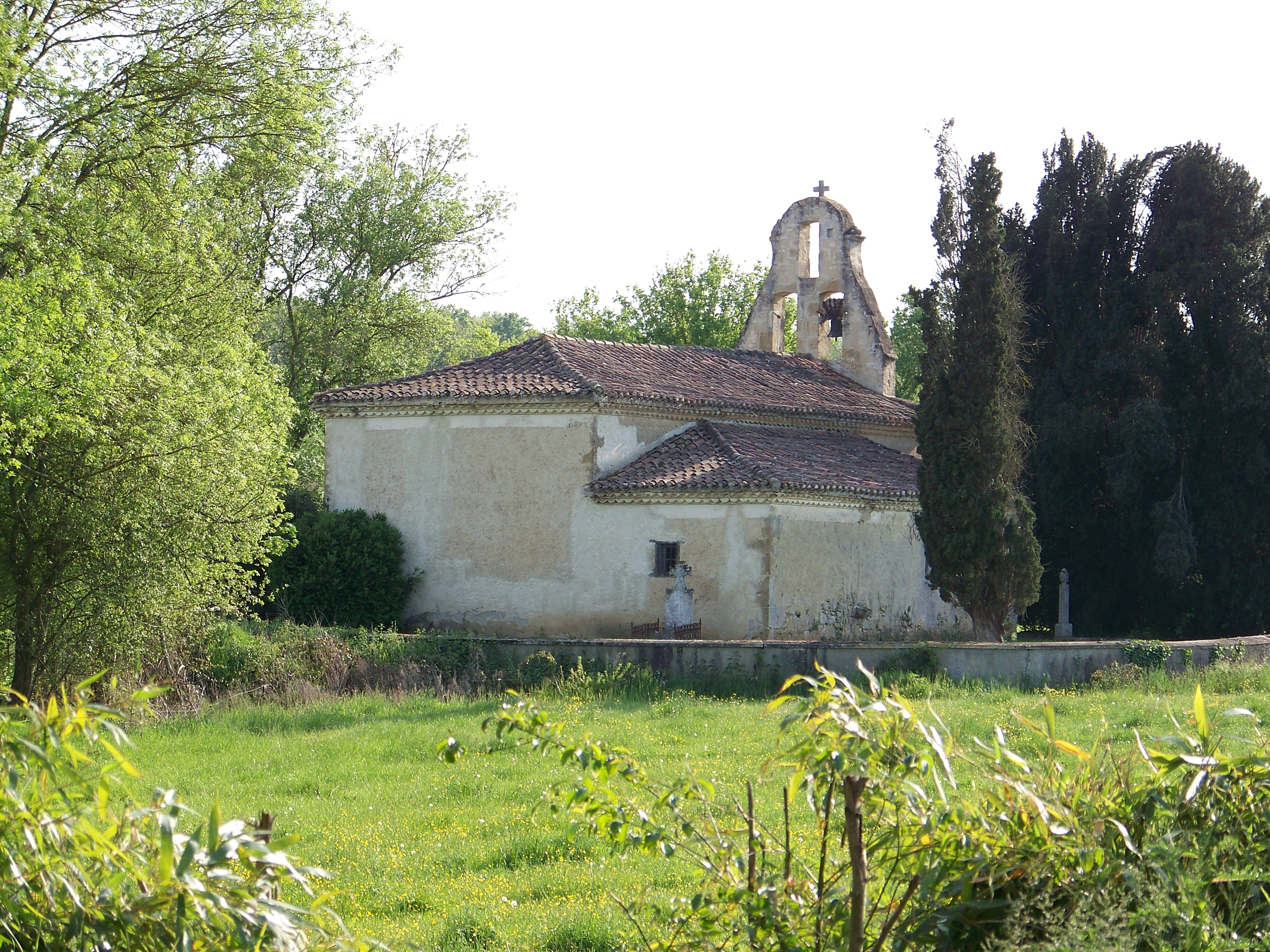
Kapelle Saint-Blaise aus dem 13. Jahrhundert in Arcamont
- Schloss Le Rieufort
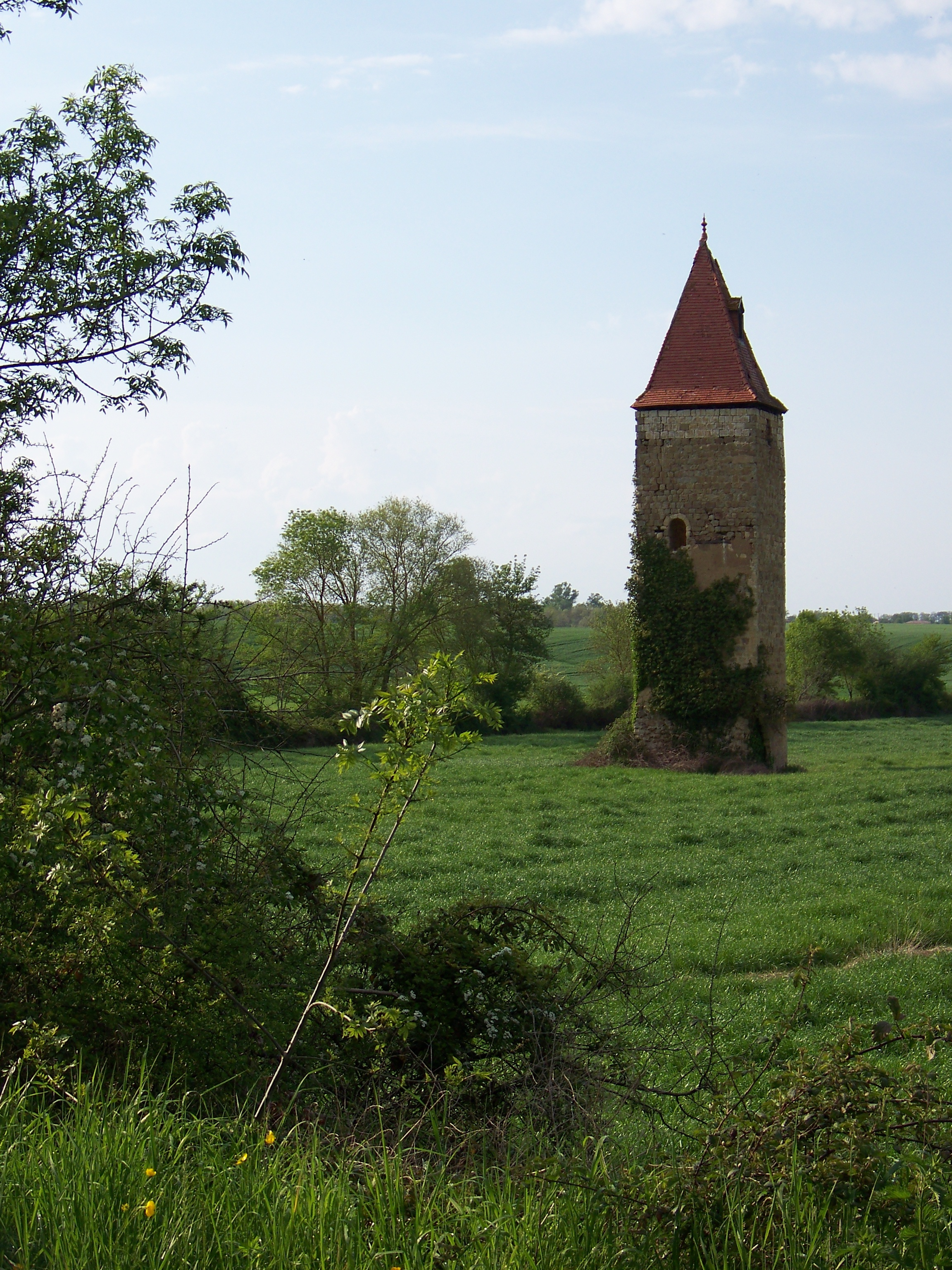
Turm Arcamont
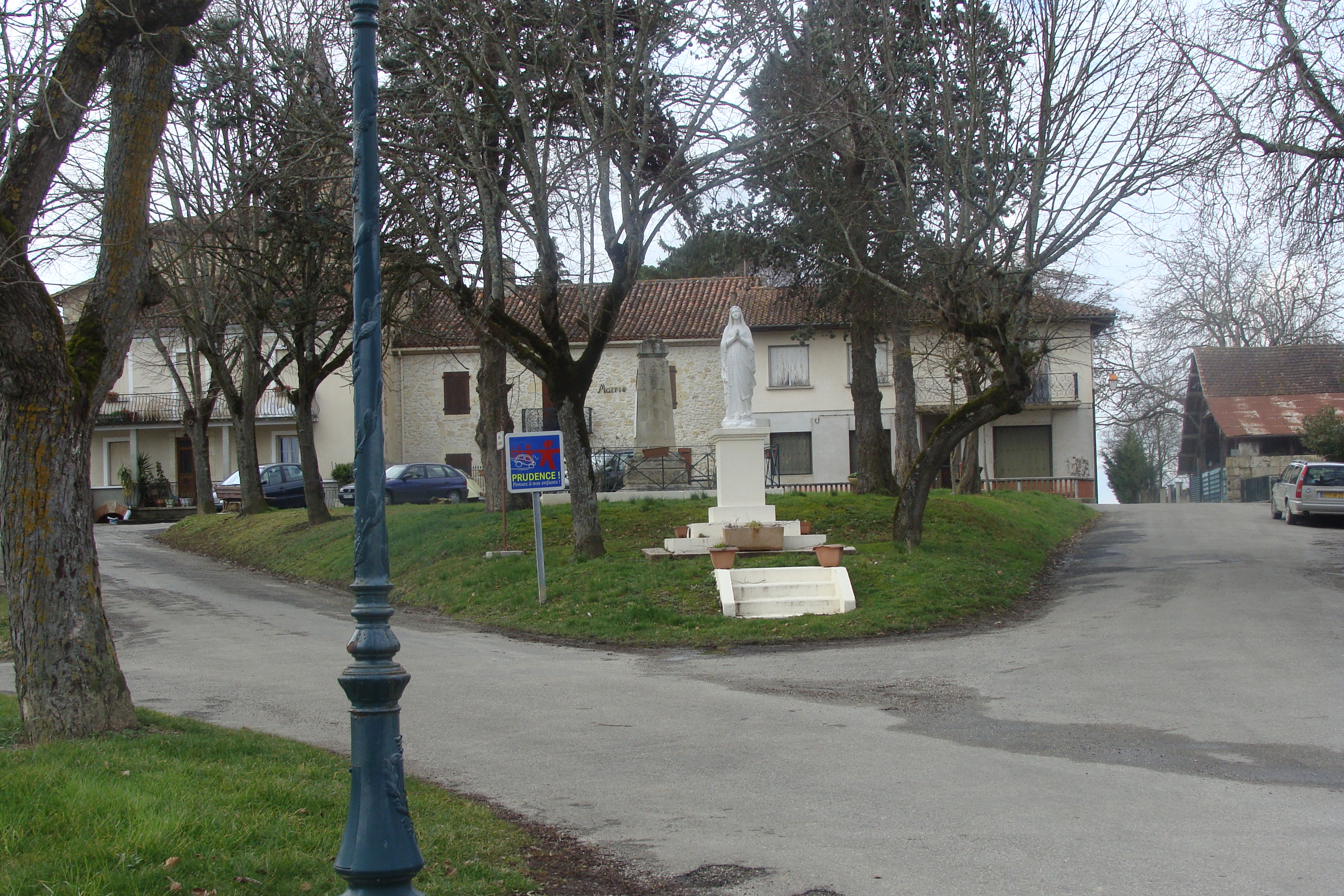
Rathaus
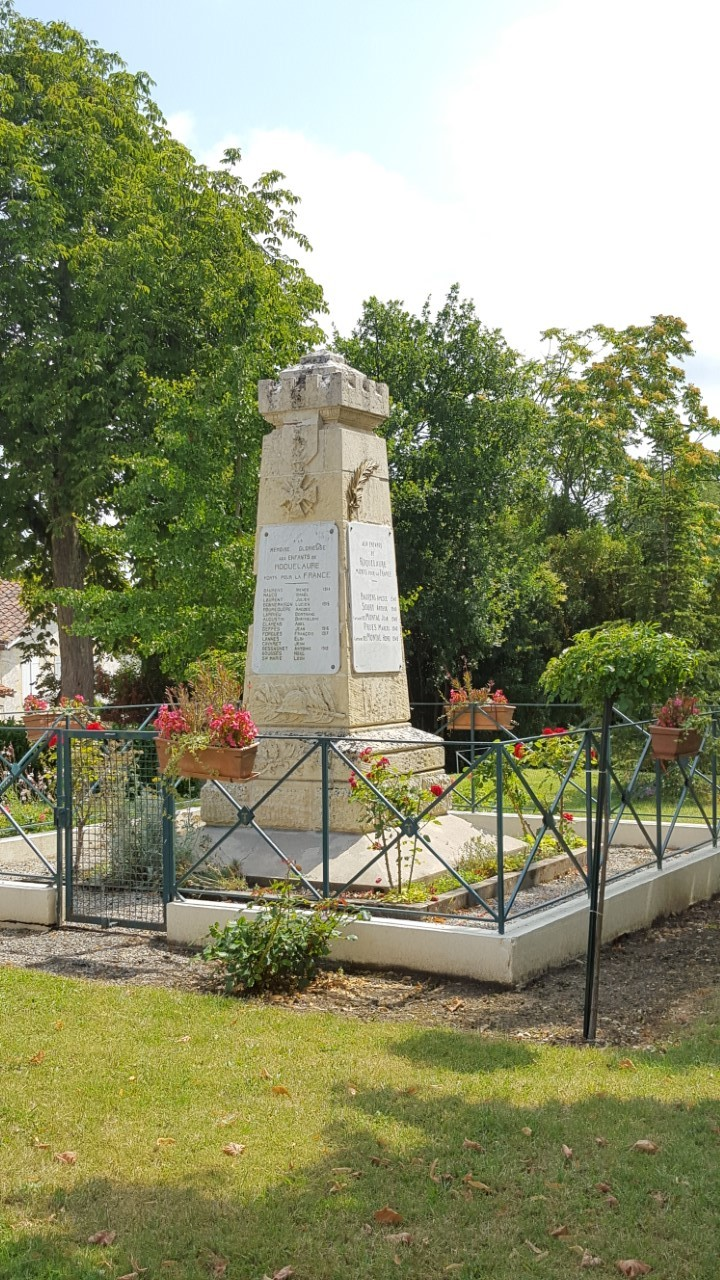
Gefallenendenkmal
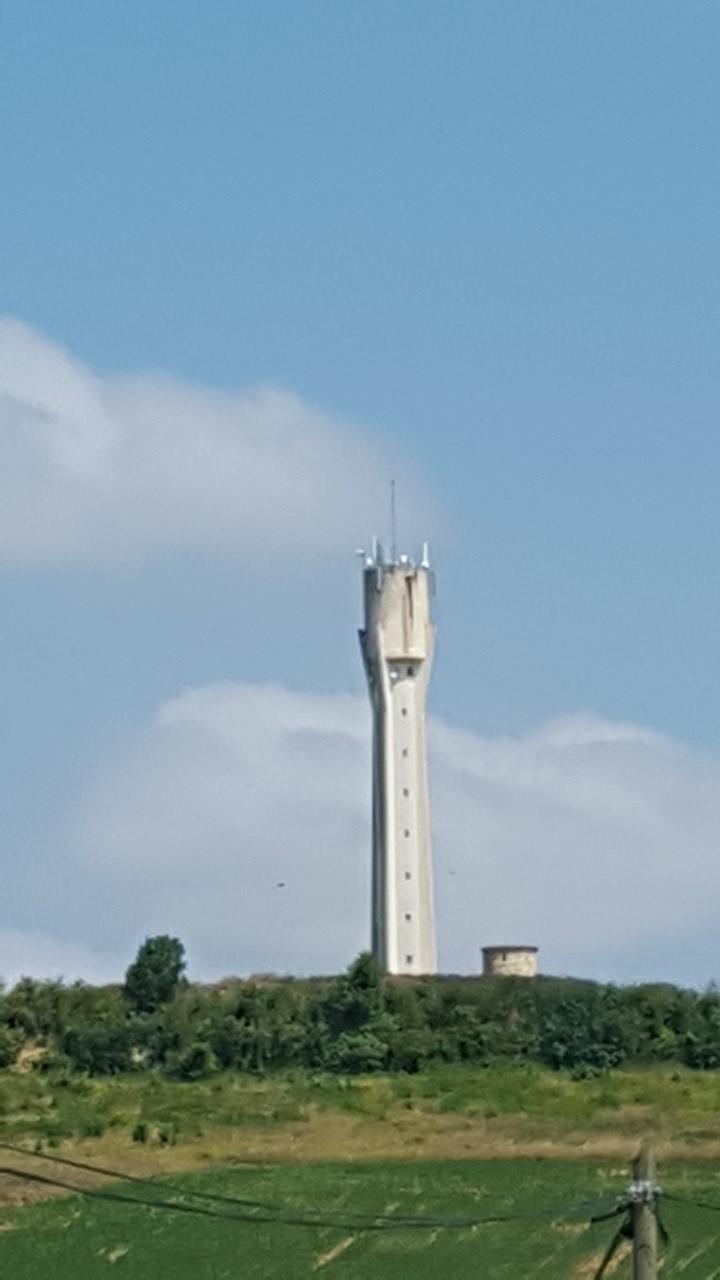
Wasserturm

- Kirche Saint-Loup
- Kapelle Saint-Blaise
- Turm von Arcamont
- Rathaus
- Gefallenendenkmal
- Wasserturm

## Persönlichkeiten
- Antoine de Roquelaure (1543–1625), Marschall Frankreichs